# Saint-Jean-de-Verges
Pour les articles homonymes, voir Saint-Jean.
Saint-Jean-de-Verges est une commune française située dans le département de l'Ariège, en région Occitanie. Le Centre hospitalier intercommunal des vallées de l'Ariège s'y trouve. Sur le plan historique et culturel, la commune fait partie du pays de Foix, composé de la partie centrale du Plantaurel, du massif de l'Arize et d'un tronçon de la vallée de l'Ariège avec ses quelques affluents.
Exposée à un climat océanique altéré, elle est drainée par l'Ariège, le ruisseau de Carol et par divers autres petits cours d'eau. La commune possède un patrimoine naturel remarquable : deux sites Natura 2000 (le « pechs de Foix, Soula et Roquefixade, grotte de L'Herm » et « Garonne, Ariège, Hers, Salat, Pique et Neste »), un espace protégé (le « cours de l'Ariège ») et six zones naturelles d'intérêt écologique, faunistique et floristique.
Saint-Jean-de-Verges est une commune rurale qui compte 1 288 habitants en 2022, après avoir connu une forte hausse de la population depuis 1975. Elle appartient à l'unité urbaine de Pamiers et fait partie de l'aire d'attraction de Foix. Ses habitants sont appelés les Saint-Jean-de-Vergeois ou Saint-Jean-de- Vergeoises.
Le patrimoine architectural de la commune comprend un immeuble protégé au titre des monuments historiques : l'église Saint-Jean-Baptiste, classée en 1907.

## Géographie

### Localisation
La commune de Saint-Jean-de-Verges se trouve dans le département de l'Ariège, en région Occitanie.
Elle se situe à 5 km à vol d'oiseau de Foix, préfecture du département, et à 4 km de Varilhes, bureau centralisateur du canton du Val d'Ariège dont dépend la commune depuis 2015 pour les élections départementales.
La commune fait en outre partie du bassin de vie de Pamiers.
Les communes les plus proches sont : 
Loubières (1,0 km), Crampagna (1,7 km), Vernajoul (3,0 km), Dalou (3,4 km), Varilhes (3,8 km), Arabaux (4,1 km), Rieux-de-Pelleport (4,9 km), Cos (5,2 km).
Sur le plan historique et culturel, Saint-Jean-de-Verges fait partie du pays de Foix, composé de la partie centrale du Plantaurel, du massif de l'Arize et d'un tronçon de la vallée de l'Ariège avec ses quelques affluents, mais qui n'est plus que l'ombre du prestigieux comté qui s'étendit jusqu'à l'Espagne et même au-delà.
Saint-Jean-de-Verges est limitrophe de huit autres communes.
Les communes limitrophes sont  Arabaux, Crampagna, Dalou, Foix, Gudas, L'Herm et Varilhes.
| Crampagna | Varilhes             | Dalou  |
| Vernajoul | Saint-Jean-de-Verges | Gudas  |
| Foix      | Arabaux              | L'Herm |

### Géologie et relief
La commune est située dans le Bassin aquitain, le deuxième plus grand bassin sédimentaire de la France après le Bassin parisien, certaines parties étant recouvertes par des formations superficielles. Les terrains affleurants sur le territoire communal sont constitués de roches sédimentaires datant du Cénozoïque, l'ère géologique la plus récente sur l'échelle des temps géologiques, débutant il y a 66 millions d'années. La structure détaillée des couches affleurantes est décrite dans les feuilles « n°1057 - Pamiers » et « n°1075 - Foix » de la carte géologique harmonisée au 1/50 000ème du département de l'Ariège, et leurs notices associées,.
La superficie cadastrale de la commune publiée par l’Insee, qui sert de références dans toutes les statistiques, est de 12,73 km2,. La superficie géographique, issue de la BD Topo, composante du Référentiel à grande échelle produit par l'IGN, est quant à elle de 12,9 km2. Son relief est relativement accidenté puisque la dénivelée maximale atteint 374 mètres. L'altitude du territoire varie entre 335 m et 709 m.

### Hydrographie

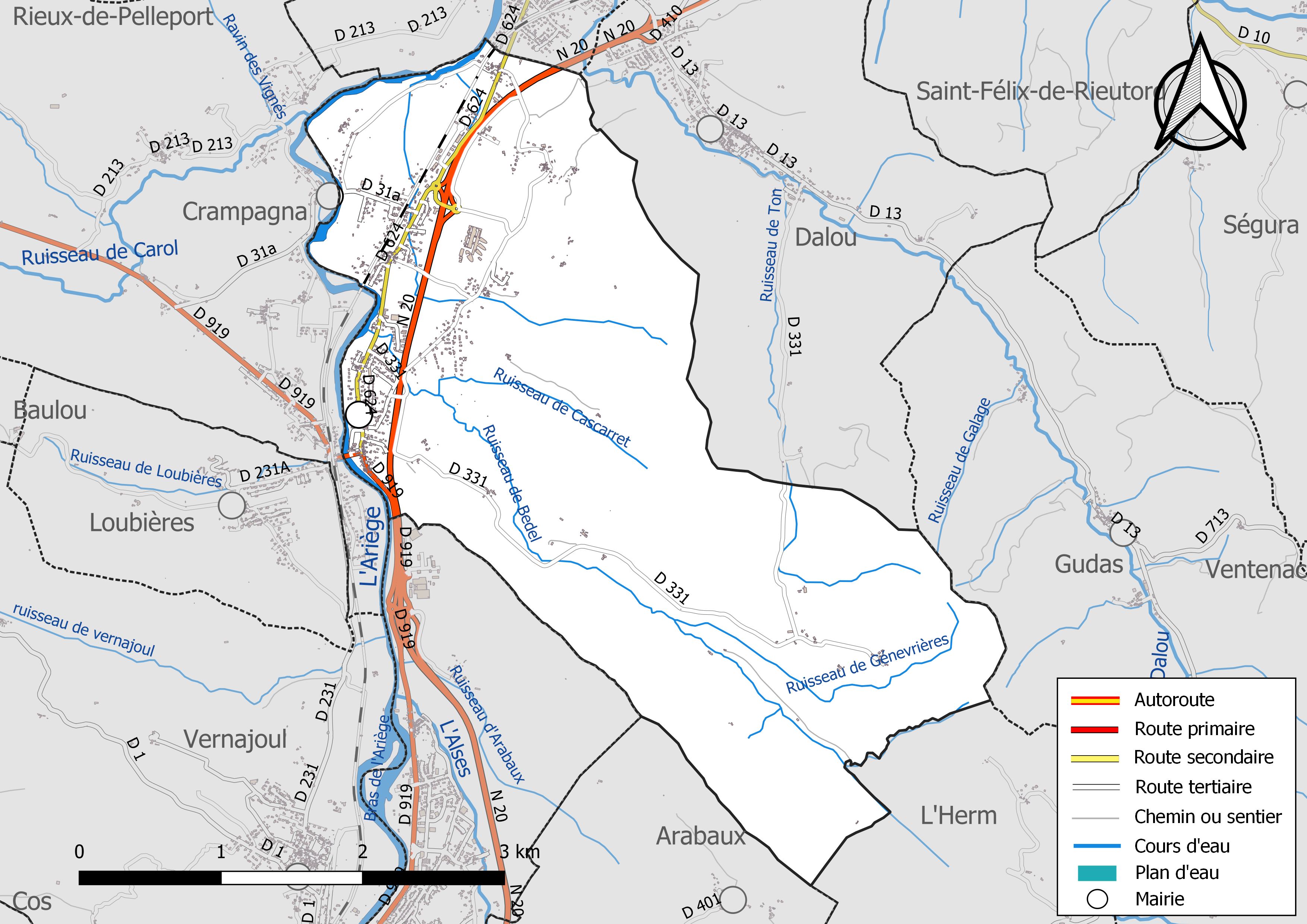
Réseaux hydrographique et routier de Saint-Jean-de-Verges.

La commune est dans le bassin versant de la Garonne, au sein du bassin hydrographique Adour-Garonne. Elle est drainée par l'Ariège, le ruisseau de Carol, un bras de l'Ariège, un bras de l'Ariège, le ruisseau de Bedel, le ruisseau de Cascarret, le ruisseau de Génevrières, le ruisseau de Loubières, le ruisseau de Ton et par divers petits cours d'eau, constituant un réseau hydrographique de 18 km de longueur totale,.
L'Ariège, d'une longueur totale de 162,91 km, prend sa source dans la commune de Porta et s'écoule du sud vers le nord. Elle traverse la commune et se jette dans la Garonne à Portet-sur-Garonne, après avoir traversé 56 communes.
Le ruisseau de Carol, d'une longueur totale de 13,4 km, prend sa source dans la commune de Saint-Martin-de-Caralp et s'écoule du sud vers le nord puis d'ouest en est. Il traverse la commune et se jette dans l'Ariège sur le territoire communal, après avoir traversé 5 communes.

### Climat
Pour des articles plus généraux, voir Climat de l'Occitanie et Climat de l'Ariège.
En 2010, le climat de la commune est de type climat océanique altéré, selon une étude s'appuyant sur une série de données couvrant la période 1971-2000. En 2020, Météo-France publie une typologie des climats de la France métropolitaine dans laquelle la commune est exposée à un climat de montagne et est dans la région climatique Pyrénées centrales, caractérisée par une pluviométrie annuelle de 1 000 à 1 200 mm.
Pour la période 1971-2000, la température annuelle moyenne est de 12,4 °C, avec une amplitude thermique annuelle de 15,4 °C. Le cumul annuel moyen de précipitations est de 879 mm, avec 9,5 jours de précipitations en janvier et 6,1 jours en juillet. Pour la période 1991-2020, la température moyenne annuelle observée sur la station météorologique la plus proche, située sur la commune de Cos à 5 km à vol d'oiseau, est de 12,4 °C et le cumul annuel moyen de précipitations est de 1 004,0 mm,. Pour l'avenir, les paramètres climatiques de la commune estimés pour 2050 selon différents scénarios d'émission de gaz à effet de serre sont consultables sur un site dédié publié par Météo-France en novembre 2022.

### Milieux naturels et biodiversité

#### Espaces protégés
La protection réglementaire est le mode d’intervention le plus fort pour préserver des espaces naturels remarquables et leur biodiversité associée,.
Un  espace protégé est présent sur la commune : 
le « cours de l'Ariège », objet d'un arrêté de protection de biotope, d'une superficie de 159,9 ha.

#### Réseau Natura 2000

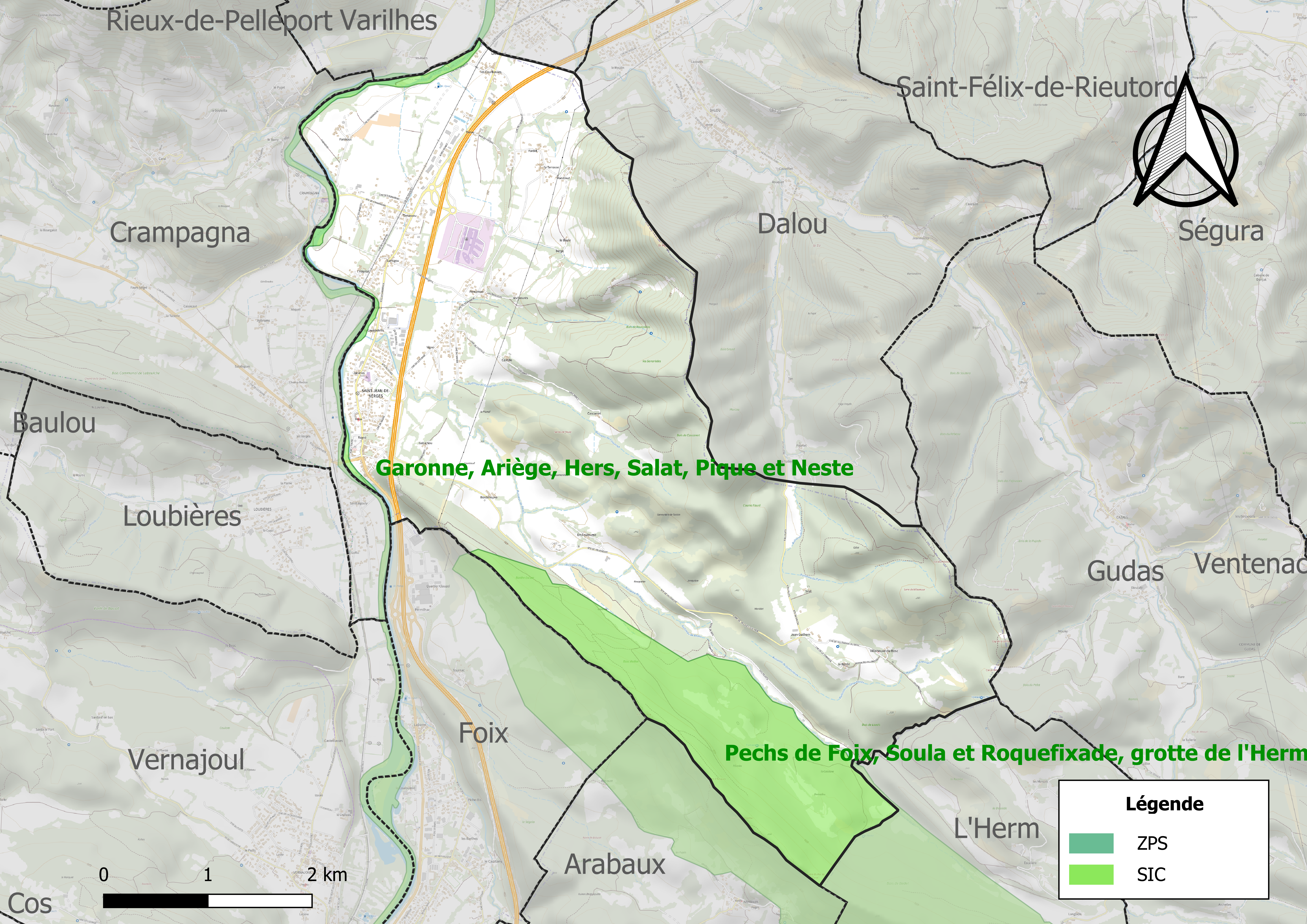
Sites Natura 2000 sur le territoire communal.

Le réseau Natura 2000 est un réseau écologique européen de sites naturels d'intérêt écologique élaboré à partir des directives habitats et oiseaux, constitué de zones spéciales de conservation (ZSC) et de zones de protection spéciale (ZPS).
Deux sites Natura 2000 ont été définis sur la commune au titre de la directive habitats :
- le « pechs de Foix, Soula et Roquefixade, grotte de l'Herm », d'une superficie de 2 211 ha, un milieu souterrain exceptionnel  (site reproduction trois espèces dechauves souris) avec une forte biodiversité[30] ;
- « Garonne, Ariège, Hers, Salat, Pique et Neste », d'une superficie de 9 581 ha, un réseau hydrographique pour les poissons migrateurs, avec des zones de frayères actives et potentielles importantes pour le Saumon en particulier qui fait l'objet d'alevinages réguliers et dont des adultes atteignent déjà Foix sur l'Ariège[31] ;

#### Zones naturelles d'intérêt écologique, faunistique et floristique
L’inventaire des zones naturelles d'intérêt écologique, faunistique et floristique (ZNIEFF) a pour objectif de réaliser une couverture des zones les plus intéressantes sur le plan écologique, essentiellement dans la perspective d’améliorer la connaissance du patrimoine naturel national et de fournir aux différents décideurs un outil d’aide à la prise en compte de l’environnement dans l’aménagement du territoire.
Trois ZNIEFF de type 1 sont recensées sur la commune :
- le « cours de l'Ariège » (1 341 ha), couvrant 112 communes dont 86 dans l'Ariège et 26 dans la Haute-Garonne[33] ;
- « le Plantaurel entre Foix et Lavelanet » (11 312 ha), couvrant 26 communes du département[34],
- le « massif du Crieu » (8 998 ha), couvrant 15 communes du département[35] ;

et trois ZNIEFF de type 2, : 
- les « coteaux du Palassou » (26 749 ha), couvrant 48 communes dont 43 dans l'Ariège et 5 dans l'Aude[36] ;
- « L'Ariège et ripisylves » (1 975 ha), couvrant 56 communes dont 43 dans l'Ariège et 13 dans la Haute-Garonne[37] ;
- « le Plantaurel » (42 116 ha), couvrant 72 communes dont 68 dans l'Ariège, 2 dans l'Aude et 2 dans la Haute-Garonne[38].

Carte des ZNIEFF de type 1 et 2 à Saint-Jean-de-Verges.
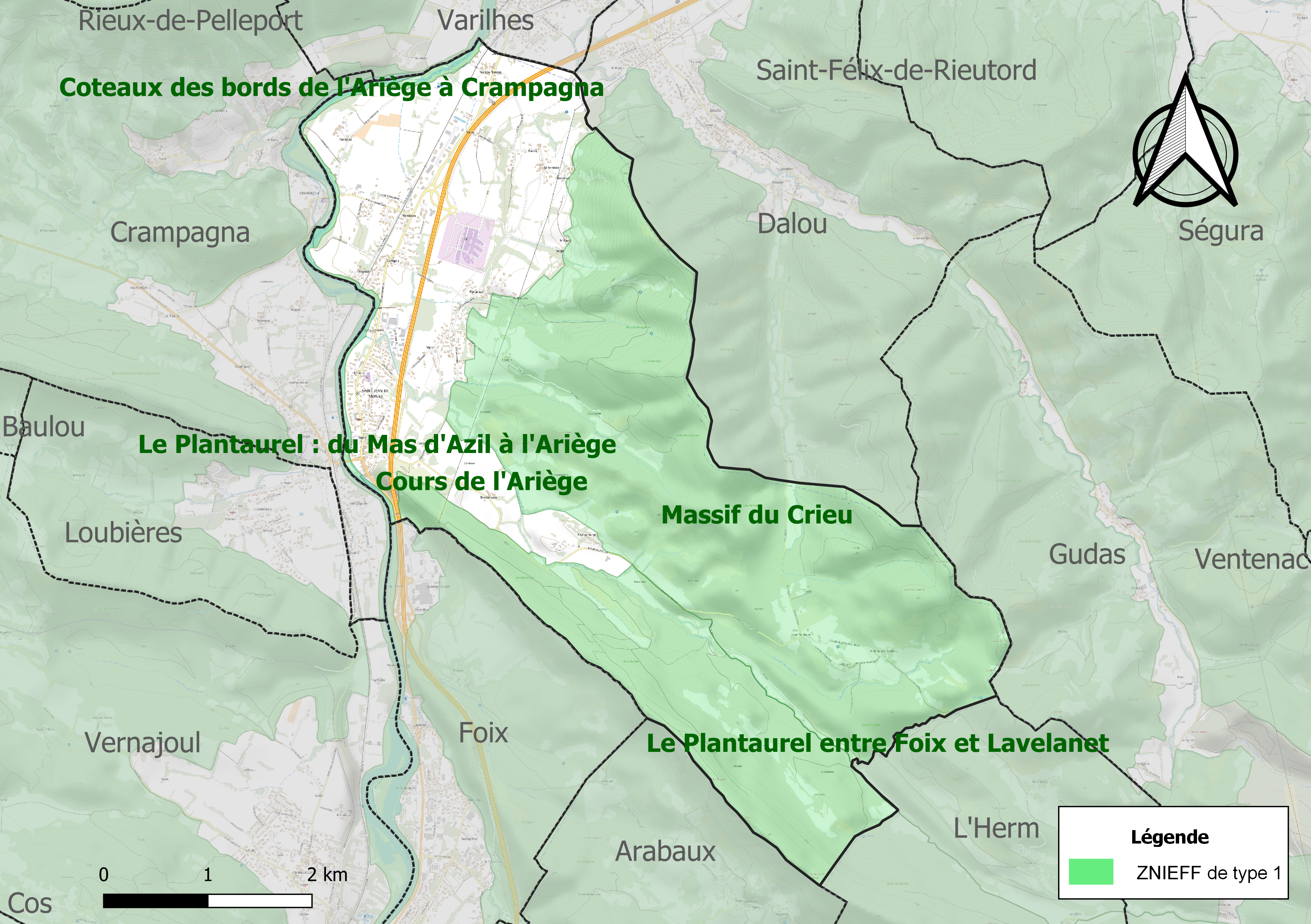
Carte des ZNIEFF de type 1 sur la commune.
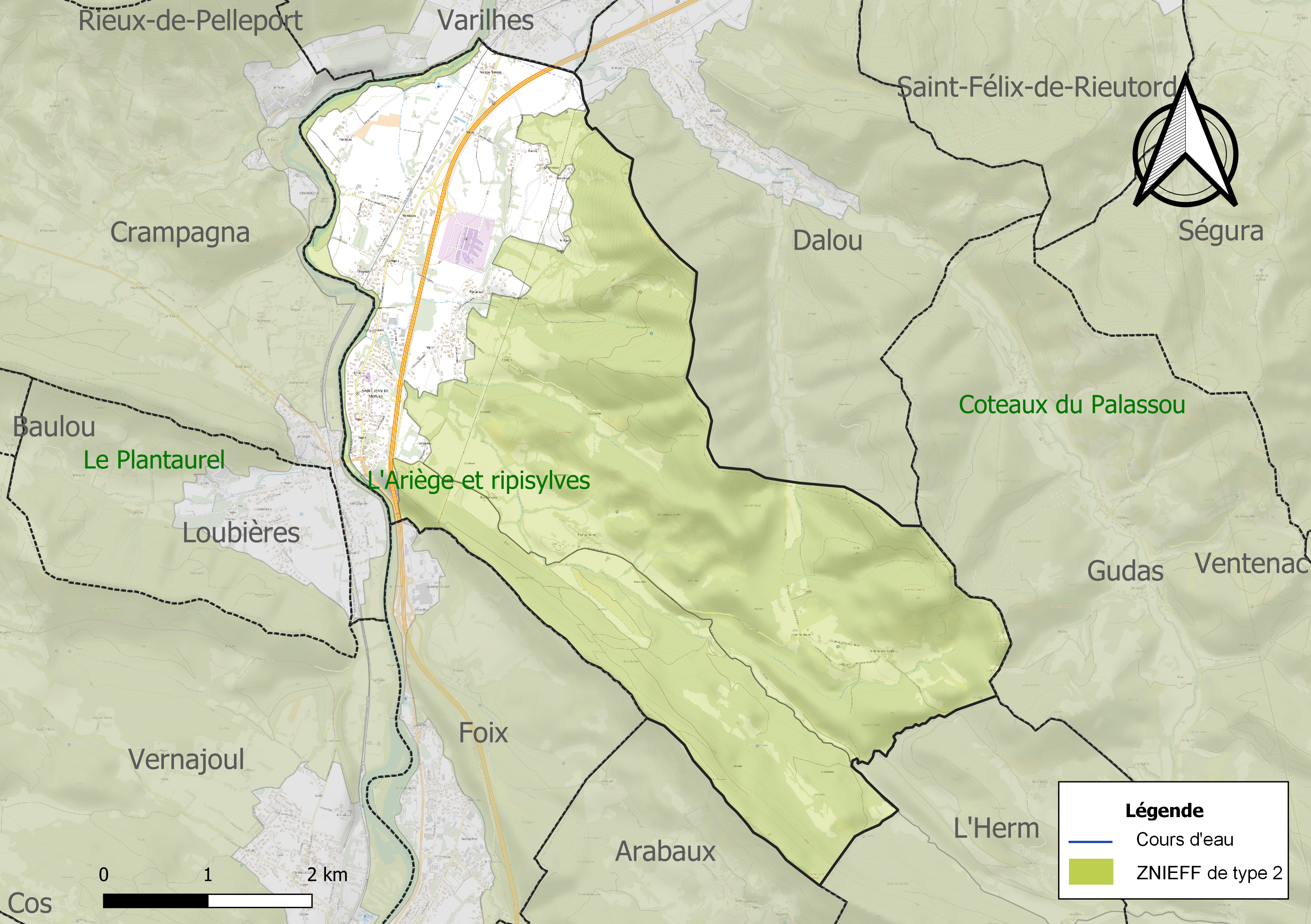
Carte des ZNIEFF de type 2 sur la commune.

## Urbanisme

### Typologie
Au 1er janvier 2024, Saint-Jean-de-Verges est catégorisée commune rurale à habitat dispersé, selon la nouvelle grille communale de densité à 7 niveaux définie par l'Insee en 2022.
Elle appartient à l'unité urbaine de Pamiers, une agglomération intra-départementale dont elle est une commune de la banlieue,. Par ailleurs la commune fait partie de l'aire d'attraction de Foix, dont elle est une commune de la couronne,. Cette aire, qui regroupe 38 communes, est catégorisée dans les aires de moins de 50 000 habitants,.

### Occupation des sols

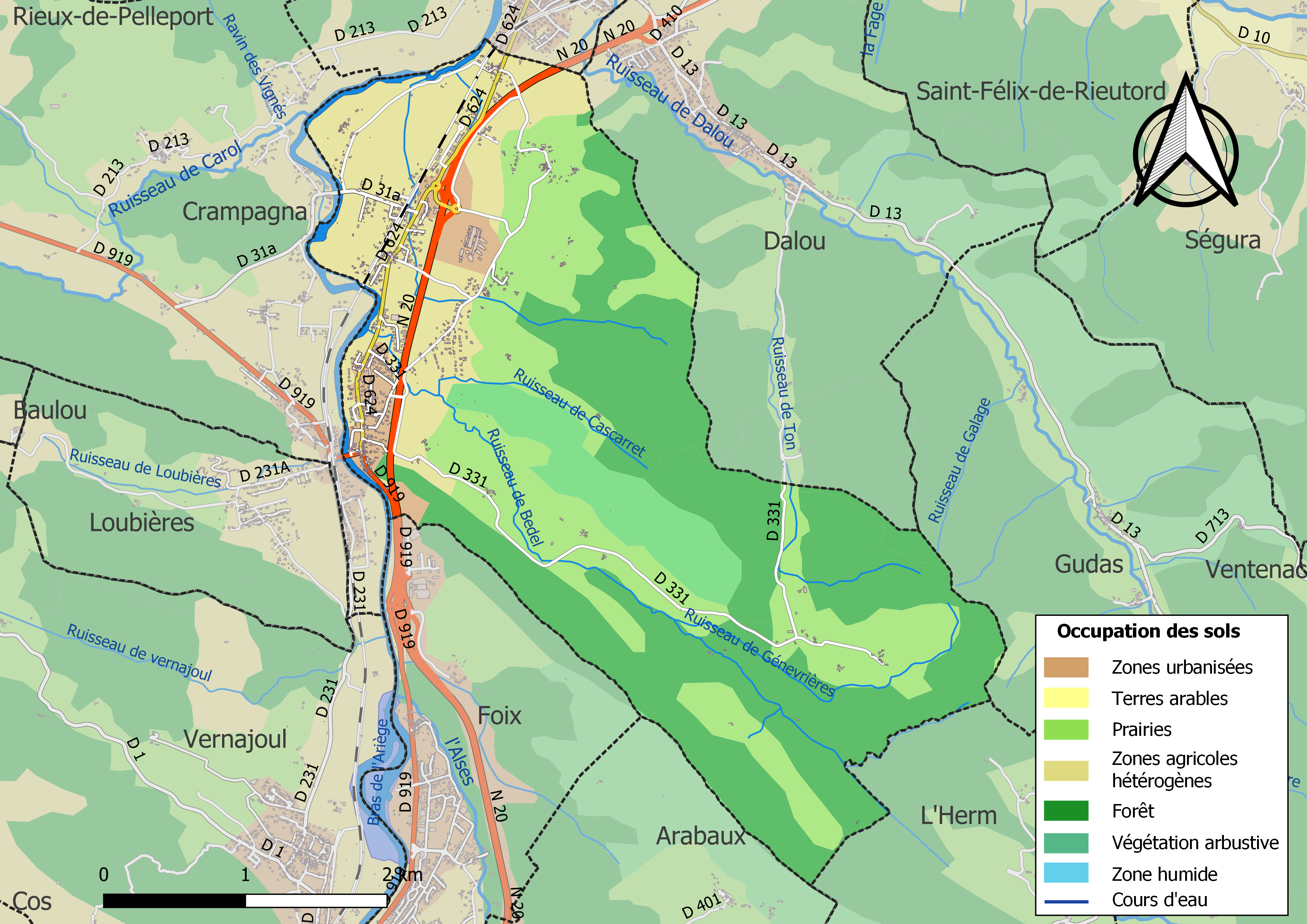
Carte des infrastructures et de l'occupation des sols de la commune en 2018 (CLC).

L'occupation des sols de la commune, telle qu'elle ressort de la base de données européenne d’occupation biophysique des sols Corine Land Cover (CLC), est marquée par l'importance des forêts et milieux semi-naturels (47,7 % en 2018), une proportion identique à celle de 1990 (47,7 %). La répartition détaillée en 2018 est la suivante : 
forêts (40,8 %), prairies (27,6 %), zones agricoles hétérogènes (15,1 %), zones urbanisées (7,1 %), milieux à végétation arbustive et/ou herbacée (6,9 %), zones industrielles ou commerciales et réseaux de communication (2,4 %). L'évolution de l’occupation des sols de la commune et de ses infrastructures peut être observée sur les différentes représentations cartographiques du territoire : la carte de Cassini (XVIIIe siècle), la carte d'état-major (1820-1866) et les cartes ou photos aériennes de l'IGN pour la période actuelle (1950 à aujourd'hui).

### Hameaux
La bastide de Villeneuve-du-Bosc est intégrée à la commune  avec les hameaux de Bedel, la Borde, Bordenave, Marseillas, Siret.. le 1er janvier 1975 sous le régime de la fusion simple.
Les hameaux de Saint-Jean-de-Verges sont Baylé, Bergé, Castille, Caussade, Farinous, Gabadou, Garrigou, Loubencat, Patau, Perramond, la Terrasse…

### Habitat et logement
En 2018, le nombre total de logements dans la commune était de 615, alors qu'il était de 573 en 2013 et de 523 en 2008.
Parmi ces logements, 87,2 % étaient des résidences principales, 4 % des résidences secondaires et 8,8 % des logements vacants. Ces logements étaient pour 89,7 % d'entre eux des maisons individuelles et pour 10,2 % des appartements.
Le tableau ci-dessous présente la typologie des logements à Saint-Jean-de-Verges en 2018 en comparaison avec celle de l'Ariège et de la France entière. Une caractéristique marquante du parc de logements est ainsi une proportion de résidences secondaires et logements occasionnels (4 %) inférieure à celle du département (24,6 %) mais supérieure à celle de la France entière (9,7 %). Concernant le statut d'occupation de ces logements, 74,5 % des habitants de la commune sont propriétaires de leur logement (72,9 % en 2013), contre 66,3 % pour l'Ariège et 57,5 % pour la France entière.
| Typologie                                               | Saint-Jean-de-Verges | Ariège | France entière |
| ------------------------------------------------------- | -------------------- | ------ | -------------- |
| Résidences principales (en %)                           | 87,2                 | 65,7   | 82,1           |
| Résidences secondaires et logements occasionnels (en %) | 4                    | 24,6   | 9,7            |
| Logements vacants (en %)                                | 8,8                  | 9,7    | 8,2            |

### Voies de communication et transports
Accès avec la route nationale 20 et la route départementale D 919 (ex-route nationale 628), ainsi qu'avec le train en gare de Saint-Jean-de-Verges sur la ligne de Portet-Saint-Simon à Puigcerda (frontière) qui permet de relier Toulouse et Latour-de-Carol en liaison directe.

### Risques majeurs
Le territoire de la commune de Saint-Jean-de-Verges est vulnérable à différents aléas naturels : inondations, climatiques (grand froid ou canicule), feux de forêts, mouvements de terrains et séisme (sismicité modérée). Il est également exposé à deux risques technologiques,  le transport de matières dangereuses et la rupture d'un barrage,.

#### Risques naturels

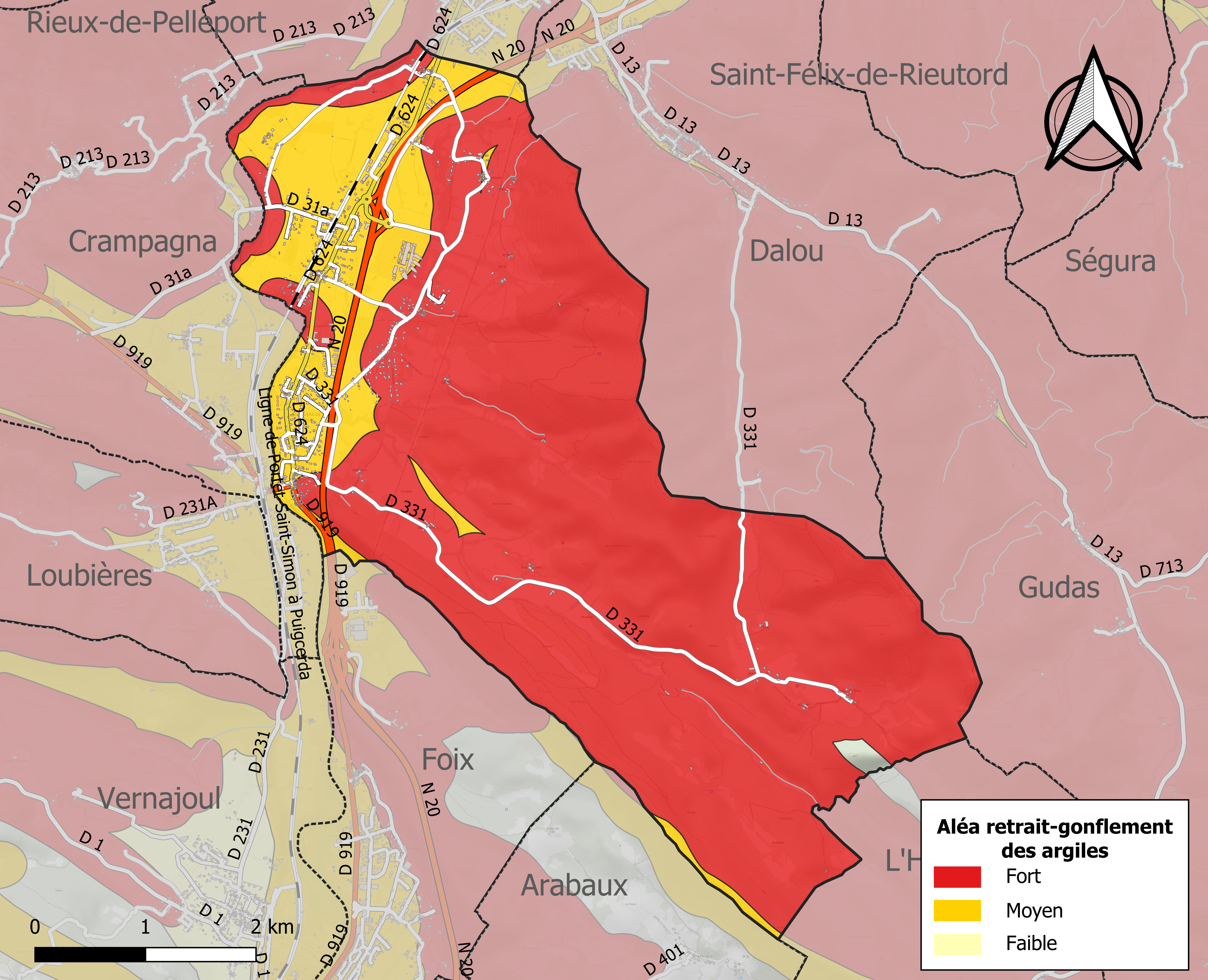
Zonage de l'aléa retrait-gonflement des argiles sur la commune de Saint-Jean-de-Verges.

Certaines parties du territoire communal sont susceptibles d’être affectées par le risque d’inondation par débordement, crue torrentielle d'un cours d'eau, l'Ariège, ou ruissellement d'un versant. L’épisode de crue le plus marquant dans le département reste sans doute celui de 1875. Parmi les inondations marquantes plus récentes concernant le cours d'eau de l'Ariège figurent la crue torrentielle de 1982 et les inondations de plaine de 1996 et de 2005 de la Basse vallée de l'Ariège.
Les mouvements de terrains susceptibles de se produire sur la commune sont soit des chutes de blocs, soit des glissements de terrains, soit des effondrements liés à des cavités souterraines, soit des mouvements liés au retrait-gonflement des argiles. Près de 50 % de la superficie du département est concernée par l'aléa retrait-gonflement des argiles, dont la commune de Saint-Jean-de-Verges. L'inventaire national des cavités souterraines permet par ailleurs de localiser celles situées sur la commune.
Ces risques naturels sont pris en compte dans l'aménagement du territoire de la commune par le biais d'un plan de prévention des risques (PPR) inondation et mouvement de terrain approuvé le 2 juin 2005.

#### Risques technologiques
Le risque de transport de matières dangereuses par une infrastructure routière ou ferroviaire ou par une canalisation de transport de gaz concerne la commune. Un accident se produisant sur une telle infrastructure est en effet susceptible d’avoir des effets graves au bâti ou aux personnes jusqu’à 350 m, selon la nature du matériau transporté. Des dispositions d’urbanisme peuvent être préconisées en conséquence.
Dans le département de l’Ariège on dénombre cinq grands barrages susceptibles d’occasionner des dégâts en cas de rupture. La commune fait partie des 80 communes susceptibles d’être touchées par l’onde de submersion consécutive à la rupture d’un de ces barrages.

## Toponymie
Le nom de l'agglomération (dans la vallée) n'a pas varié notablement depuis l'époque médiévale.
Quelques mentions sur des actes anciens :
- 1195 : sent johan de vergis, Archives départementales des Pyrénées-Atlantiques, côte E392 ;
- 1272 : Sanctum Johannem de Virginibus (Devic et Vaissette, Histoire générale de Languedoc, X col. 91) ;
- XIVe siècle : loco dicitur Virgines, actuellement 'les Verges' à l'est du village (codex Arch. Cap. S. Pietro, côte D175 folio 309 verso).

## Histoire
Le pape Grégoire IX a demandé à Simon IV de Montfort de se rendre à Saint-Jean-de-Verges en l'église Saint-Jean-Baptiste pour répondre des plaintes contre lui formulées par le comte de Foix. Roger-Bernard II de Foix. En 1229, ce dernier rend hommage dans cette église au roi de France Louis IX, et a obtenu du légat du pape l'absolution de l'excommunication qui avait été prononcée contre lui pour avoir soutenu l'hérésie cathare. L'église est alors restituée au comte de Foix.

## Politique et administration

### Découpage territorial
La commune de Saint-Jean-de-Verges est membre de la communauté d'agglomération Pays Foix-Varilhes, un établissement public de coopération intercommunale (EPCI) à fiscalité propre créé le 16 novembre 2016 dont le siège est à Foix. Ce dernier est par ailleurs membre d'autres groupements intercommunaux.
Sur le plan administratif, elle est rattachée à l'arrondissement de Foix, au département de l'Ariège, en tant que circonscription administrative de l'État, et à la région Occitanie.
Sur le plan électoral, elle dépend du canton du Val d'Ariège pour l'élection des conseillers départementaux, depuis le redécoupage cantonal de 2014 entré en vigueur en 2015, et de la première circonscription de l'Ariège  pour les élections législatives, depuis le redécoupage électoral de 1986.

### Administration municipale
Le nombre d'habitants au recensement de 2017 étant compris entre 500 et 1 499 habitants, le nombre de membres du conseil municipal pour l'élection de 2020 est de quinze,.

### Liste des maires
| Période                                  | Période      | Identité              | Étiquette | Qualité                                        |
| ---------------------------------------- | ------------ | --------------------- | --------- | ---------------------------------------------- |
| avant 1981                               | 1983         | Marcelle Margheritora | PS        |                                                |
| mars 2001                                | Mars 2008    | Albert Fradet         |           |                                                |
| mars 2008                                | mai 2020     | Jacques Dejean        | DVG       | Cadre                                          |
| mai 2020                                 | juillet 2020 | Charles Alozy         | DVG       | Cadre Décédé en cours de mandat                |
| octobre 2020                             | 2024         | Monique Laye,         |           | Professeur des écoles, instituteur et assimilé |
| juin 2024                                | en cours     | Brigitte Fontaine     |           |                                                |
| Les données manquantes sont à compléter. |              |                       |           |                                                |

## Population et société

### Démographie
L'évolution du nombre d'habitants est connue à travers les recensements de la population effectués dans la commune depuis 1793. Pour les communes de moins de 10 000 habitants, une enquête de recensement portant sur toute la population est réalisée tous les cinq ans, les populations de référence des années intermédiaires étant quant à elles estimées par interpolation ou extrapolation. Pour la commune, le premier recensement exhaustif entrant dans le cadre du nouveau dispositif a été réalisé en 2005.

En 2022, la commune comptait 1 288 habitants, en évolution de +4,89 % par rapport à 2016 (Ariège : +1,48 %, France hors Mayotte : +2,11 %).
| 1793 | 1800 | 1806 | 1821 | 1831 | 1836 | 1841 | 1846 | 1851 |
| ---- | ---- | ---- | ---- | ---- | ---- | ---- | ---- | ---- |
| 466  | 146  | 503  | 497  | 541  | 515  | 534  | 609  | 585  |

| 1856 | 1861 | 1866 | 1872 | 1876 | 1881 | 1886 | 1891 | 1896 |
| ---- | ---- | ---- | ---- | ---- | ---- | ---- | ---- | ---- |
| 589  | 542  | 554  | 556  | 596  | 510  | 514  | 520  | 555  |

| 1901 | 1906 | 1911 | 1921 | 1926 | 1931 | 1936 | 1946 | 1954 |
| ---- | ---- | ---- | ---- | ---- | ---- | ---- | ---- | ---- |
| 495  | 505  | 503  | 403  | 409  | 383  | 371  | 369  | 358  |

| 1962 | 1968 | 1975 | 1982 | 1990 | 1999 | 2005  | 2006  | 2010  |
| ---- | ---- | ---- | ---- | ---- | ---- | ----- | ----- | ----- |
| 411  | 460  | 571  | 635  | 787  | 841  | 1 004 | 1 058 | 1 145 |

| 2015  | 2020  | 2022  | - | - | - | - | - | - |
| ----- | ----- | ----- | - | - | - | - | - | - |
| 1 220 | 1 285 | 1 288 | - | - | - | - | - | - |

| selon la population municipale des années : | 1968 | 1975 | 1982 | 1990 | 1999 | 2006 | 2009 | 2013 |
| Rang de la commune dans le département      | 47   | 48   | 38   | 27   | 26   | 25   | 24   | 22   |
| Nombre de communes du département           | 340  | 328  | 330  | 332  | 332  | 332  | 332  | 332  |

### Enseignement
Saint-Jean-de-Verges fait partie de l'académie de Toulouse.
L'éducation est assurée par un regroupement pédagogique intercommunal, avec les communes de Crampagna et de Loubières.

### Culture et festivités
Salle des fêtes, marché le jeudi matin.

### Activités sportives
Pétanque.

## Économie

### Revenus
En 2018, la commune compte 530 ménages fiscaux, regroupant 1 247 personnes. La médiane du revenu disponible par unité de consommation est de 21 760 € (19 820 € dans le département).

### Emploi
| Division       | 2008  | 2013   | 2018   |
| -------------- | ----- | ------ | ------ |
| Commune        | 7,8 % | 9,5 %  | 7,4 %  |
| Département    | 8,9 % | 11,1 % | 11,2 % |
| France entière | 8,3 % | 10 %   | 10 %   |

En 2018, la population âgée de 15 à 64 ans s'élève à 738 personnes, parmi lesquelles on compte 77,6 % d'actifs (70,2 % ayant un emploi et 7,4 % de chômeurs) et 22,4 % d'inactifs,. Depuis 2008, le taux de chômage communal (au sens du recensement) des 15-64 ans est inférieur à celui de la France et du département.
La commune fait partie de la couronne de l'aire d'attraction de Foix, du fait qu'au moins 15 % des actifs travaillent dans le pôle,. Elle compte 1 444 emplois en 2018, contre 1 471 en 2013 et 1 402 en 2008. Le nombre d'actifs ayant un emploi résidant dans la commune est de 529, soit un indicateur de concentration d'emploi de 273 % et un taux d'activité parmi les 15 ans ou plus de 58 %.
Sur ces 529 actifs de 15 ans ou plus ayant un emploi, 100 travaillent dans la commune, soit 19 % des habitants. Pour se rendre au travail, 92 % des habitants utilisent un véhicule personnel ou de fonction à quatre roues, 1,7 % les transports en commun, 3,1 % s'y rendent en deux-roues, à vélo ou à pied et 3,2 % n'ont pas besoin de transport (travail au domicile).

### Activités hors agriculture
141 établissements sont implantés  à Saint-Jean-de-Verges au 31 décembre 2019. Le tableau ci-dessous en détaille le nombre par secteur d'activité et compare les ratios avec ceux du département,.
| Secteur d'activité                                                                                        | Commune | Commune | Département |
| Secteur d'activité                                                                                        | Nombre  | %       | %           |
| --- | ------- | ------- | ----------- |
| Ensemble                                                                                                  | 141     | 100 %   | (100 %)     |
| Industrie manufacturière, industries extractives et autres                                                | 10      | 7,1 %   | (12,9 %)    |
| Construction                                                                                              | 22      | 15,6 %  | (14,2 %)    |
| Commerce de gros et de détail, transports, hébergement et restauration                                    | 29      | 20,6 %  | (27,5 %)    |
| Information et communication                                                                              | 1       | 0,7 %   | (1,8 %)     |
| Activités financières et d'assurance                                                                      | 3       | 2,1 %   | (2,8 %)     |
| Activités immobilières                                                                                    | 4       | 2,8 %   | (4,2 %)     |
| Activités spécialisées, scientifiques et techniques et activités de services administratifs et de soutien | 21      | 14,9 %  | (13,2 %)    |
| Administration publique, enseignement, santé humaine et action sociale                                    | 43      | 30,5 %  | (14,4 %)    |
| Autres activités de services                                                                              | 8       | 5,7 %   | (8,8 %)     |

Le secteur de l'administration publique, l'enseignement, la santé humaine et l'action sociale est prépondérant sur la commune puisqu'il représente 30,5 % du nombre total d'établissements de la commune (43 sur les 141 entreprises implantées  à Saint-Jean-de-Verges), contre 14,4 % au niveau départemental.
Les cinq entreprises ayant leur siège social sur le territoire communal qui génèrent le plus de chiffre d'affaires en 2020 sont : 
- Ambulances Ollivier Et Fils, ambulances (6 063 k€)
- Reseaux, construction de réseaux pour fluides (2 942 k€)
- Futaine, fabrication d'articles textiles, sauf habillement (928 k€)
- Rouch Energies, travaux d'installation d'équipements thermiques et de climatisation (853 k€)
- Alzieu Rodrigues, travaux d'installation d'eau et de gaz en tous locaux (678 k€)

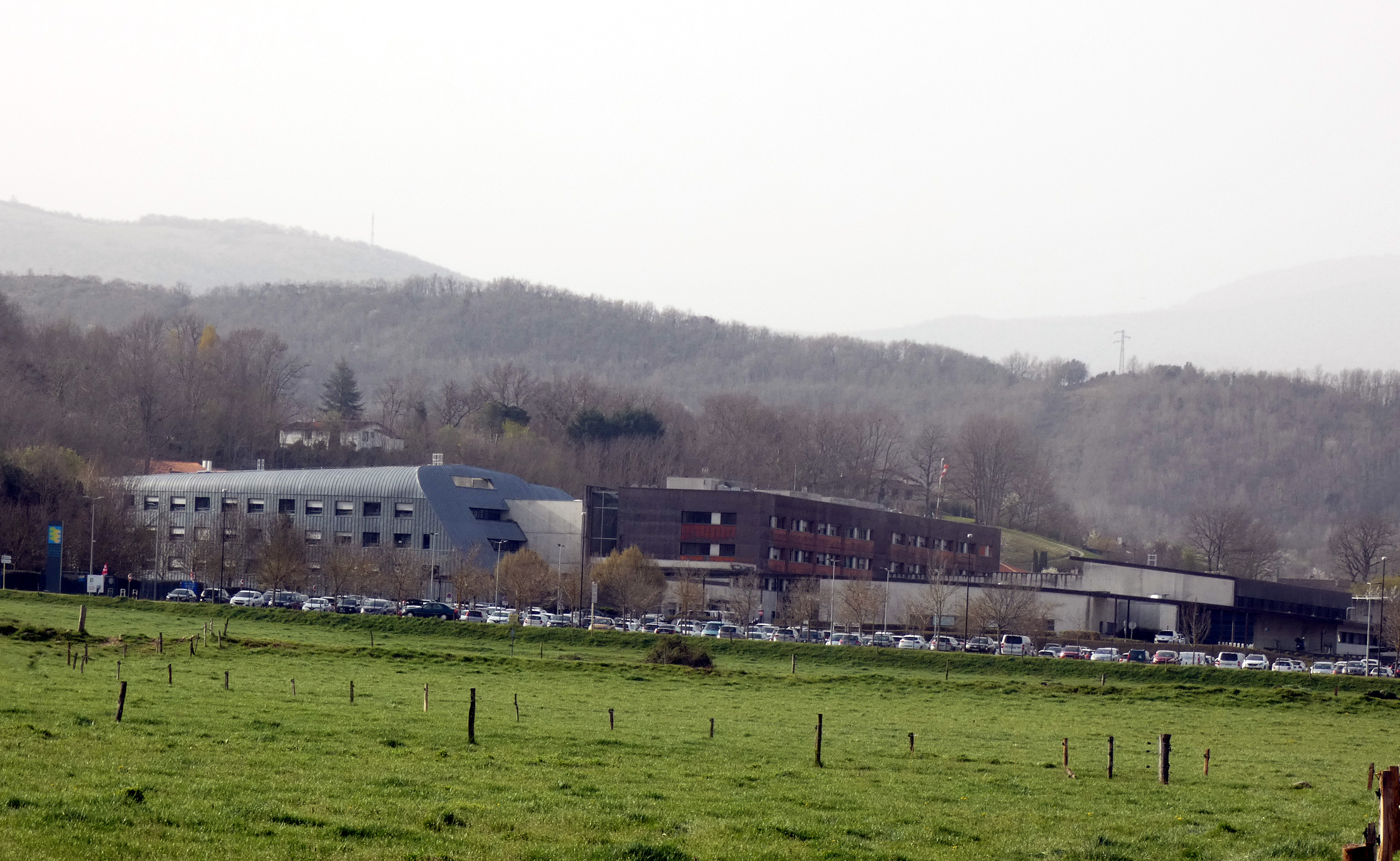
Centre hospitalier intercommunal du Val d'Ariège

Le Centre hospitalier intercommunal du Val d'Ariège (CHIVA) s'y trouve. Inauguré en 2001, c'est le principal hôpital du département qui se substitua aux hôpitaux de Foix et Pamiers. Son importance lui donne un rôle économique majeur sur la vie locale.

### Agriculture
|                                   | 1988 | 2000 | 2010 |
| --------------------------------- | ---- | ---- | ---- |
| Exploitations                     | 21   | 10   | 6    |
| Superficie agricole utilisée (ha) | 365  | 178  | 219  |

La commune fait partie de la petite région agricole dénommée « Région sous-pyrénéenne ». En 2010, l'orientation technico-économique de l'agriculture  sur la commune est l'élevage d'herbivores hors bovins, caprins et porcins. Six exploitations agricoles ayant leur siège dans la commune sont dénombrées lors du recensement agricole de 2010 (douze en 1988). La superficie agricole utilisée est de 219 ha.

## Culture locale et patrimoine

### Lieux et bâtiments
- Église Saint-Jean-Baptiste[74] (XIIe siècle), classée aux Monuments historiques en 1907. Il s'agit d'une des plus belles églises romanes de l'Ariège.
  - L'église a dépendu de l'abbaye Saint-Volusien de Foix à partir de 1104 comme l'a été l'église de Vals.
L'église a une nef de trois travées à vaisseau unique avec chœur et abside. Elle a deux petites dépendances formant un transept bas munis d'absidioles.
- Site archéologique de La Tour d'Ope

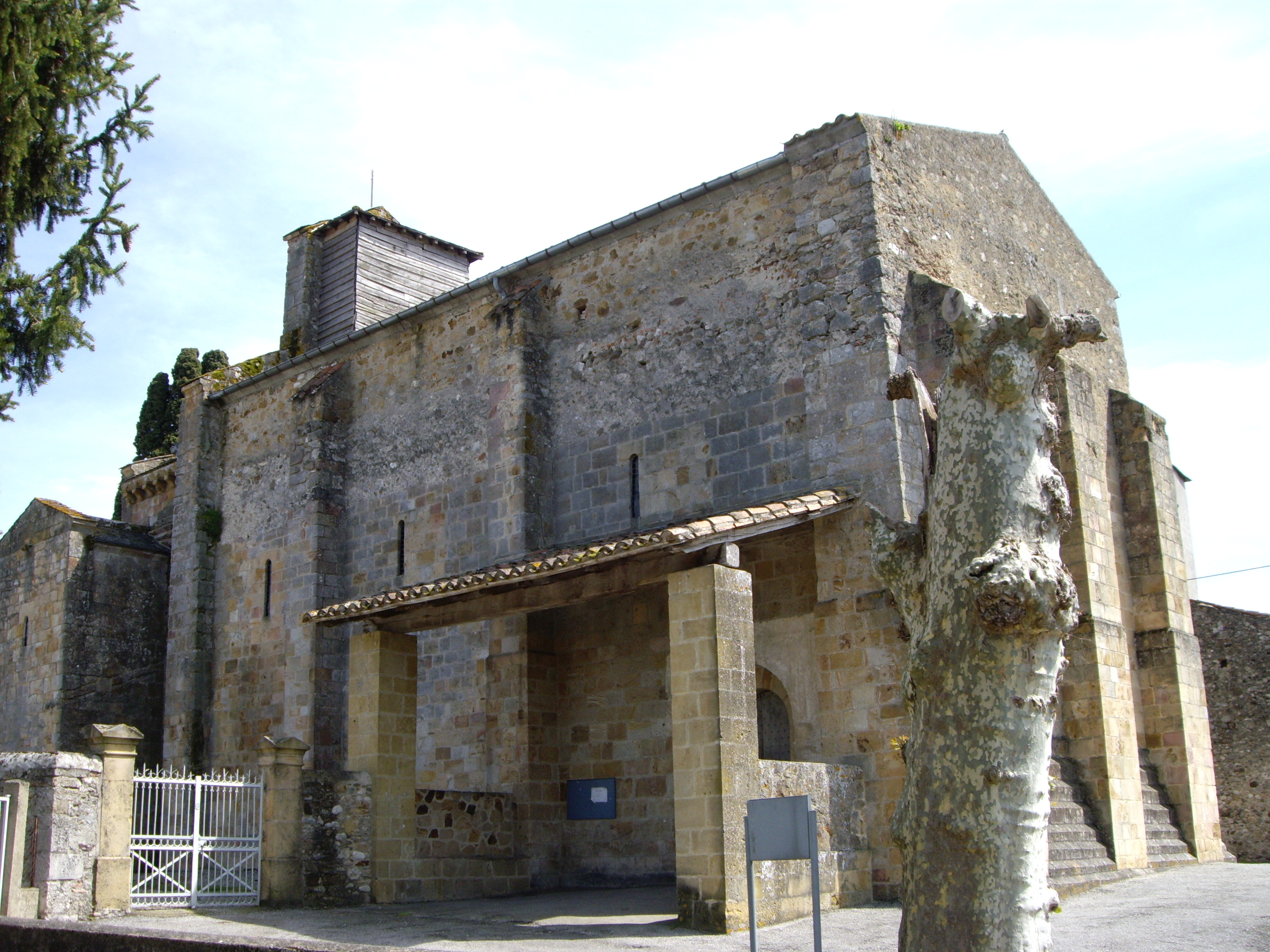
Église Saint-Jean-Baptiste.
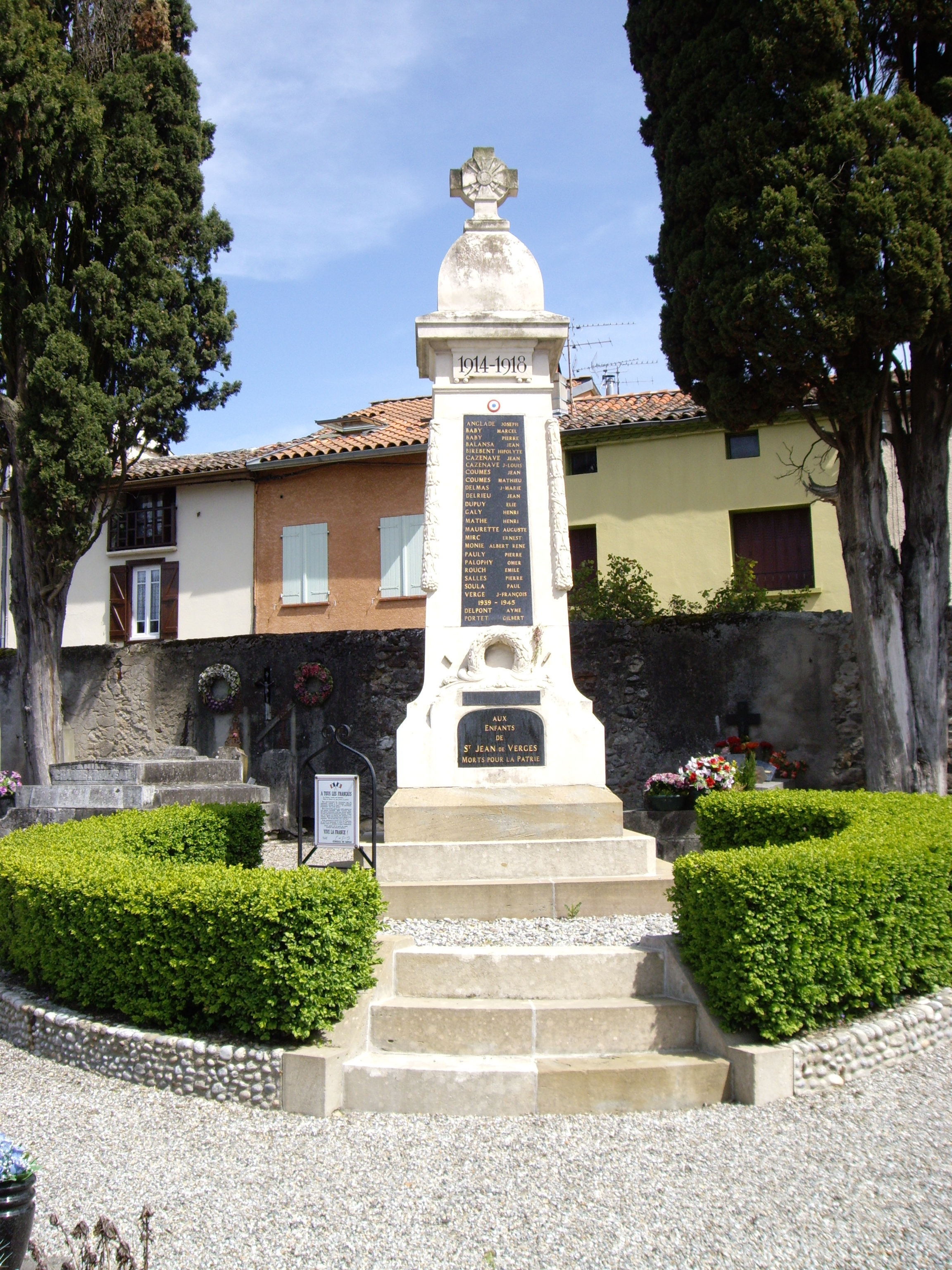
Monument aux morts.

### Personnalités liées à la commune
- André Aaron Bilis, (Odessa 1893 - Porto 1971), artiste peintre, miniaturiste et portraitiste. André Bilis est né en Russie mais par ses séjours en Amérique Latine il avait acquis la nationalité argentine. De famille juive, il se réfugia au hameau de Garrigou pendant l'Occupation pour échapper aux persécutions.
- Jacques Dupont cycliste décédé sur la commune.
- Jean-Pierre Caumeil plasticien décédé sur la commune.
- Germain Authié décédé sur la commune.
- Pierre-Gabriel Boulanger général décédé sur la commune.
- Aimé Molinié décédé sur la commune.
- Cédric Demangeot décédé sur la commune.
- Féréol Bonnemaison originaire de la commune.
- Annette Pales-Gobilliard décédé sur la commune.
- Joseph Almudever décédé sur la commune.
- Christian Mawissa footballeur né sur la commune.
- Logan Delaurier-Chaubet footballeur né sur la commune.